# Arpeggione
L'arpeggione és un instrument musical de sis cordes i afinat com una guitarra. Té trasts, però alhora es toca amb arc com un cel·lo i per això és similar a la viola da gamba. Per aquest motiu també rebé el nom de guitarra-violoncel. La forma del cos de l'instrument és, tanmateix, més similar a un fiddle (violí) medieval que a qualsevol guitarra o viola baixa. L'instrument era essencialment una viola baixa amb una afinació com la guitarra: mi–la–re–sol–si–mi'. L'arpeggione era especialment adequat per interpretar, entre altres coses, arpegis.
Fou inventat pels luthiers vienesos Johann Georg Stauffer i Peter Teufelsdorfer. Va gaudir d'una fama breu, potser d'una dècada, després de la seva invenció al voltant de 1823. L'única obra notable existent és la Sonata Arpeggione, D. 821 de Franz Schubert, no publicada fins a l'any 1871, quan l'arpeggione ja feia temps que no era popular. Aquesta sonata actualment sol ser interpretada amb cel·lo o viola, i s'han realitzat transcripcions per molts altres instruments.
Hi ha dissenys contemporanis d'instruments del tipus d'una viola similars a l'arpeggione, i com a mínim un, el GuitarViol, està influït directament per l'arpeggione de Stauffer.